# Trampa mortal
Trampa mortal (títol original: Deathtrap) és un thriller americà dirigit per Sidney Lumet, estrenat l'any 1982. Ha estat doblada al català.

## Argument
Sidney Bruhl, antany reconegut autor de peces de teatre, acaba de conèixer un nou fracàs de crítica i públic amb la seva última obra. Cercant a qualsevol preu retrobar-se amb l'èxit, observa el manuscrit que li ha fet arribar Clifford Anderson, un dels seus estudiants en un seminari d'escriptura. Sidney Bruhl hi veu l'ocasió de tornar al davant de l'escena, a condició de fer creure que el text és d'ell. Però per això, cal treure's de sobre Clifford Anderson…

## Distribució
- Michael Caine: Sidney Bruhl
- Christopher Reeve: Clifford Anderson
- Dyan Cannon: Myra Bruhl, l'esposa de Sidney
- Irene Worth : Helga ten Dorp, la veïna medium
- Henry Jones : Porter Milgrim
- Joe Silver : Seymour Starger

## Producció
Aquesta pel·lícula és una adaptació de l'obra de teatre del mateix nom d'Ira Levin, posada en escena per Robert Moore el 1978, amb John Wood en el paper de Sidney Bruhl, Marian Seldes en el de Myra Bruhl, i Victor Garber en el de Clifford Anderson. Sidney Lumet explica: « He vist Deathtrap a la seva creació, a Broadway, i com tothom, m'he deixat "agafar" per aquesta peça. He estat seduït pel seu humor i per l'habilitat de les situacions. Se sap aviat que hi haurà un homicidi, però qui morirà, i com? Les relacions entre els personatges canvien constantment, i cada cop que es creu poder-se anticipar a l'acció, aquesta gira 180 graus. Donar a una obra una dinàmica cinematogràfica tot respectant la seva naturalesa teatral és un autèntic repte. Falla un esforç particular per fer acceptar la inversemblança que passa força bé a l'escena. Sobre l'escenari, els actors són com protegits per una barrera invisible, darrere la qual la ficció pot donar lliure curs. Al cinema, la proximitat exigeix la més gran vigilància, el menor error pot trencar l'ambient, d'aniquilar l'efecte del real. Cal justificar constantment les accions dels personatges ».

## Crítiques
- « La pel·lícula és certament divertida i de lluny superior a la cèlebre peça jugada a Broadway i de la qual s'ha tret. De les sorpreses en reserva… », Rex Reed, d'Entertainment Today.
- « Deathtrap és una excepció. Sidney Lumet no ha copiat la peça completament; l'ha retuda millor. La distribució és excel·lent », Joel Siegel, d'ABC Television.
- « La intenció de Lumet és de posar en escena el misteri de la intriga amb humor, energia i intel·ligència. La compleix amb un olfacte infal·lible », Janet Maslin, de The New York Times.
- « Filmat amb una diabòlica eficàcia per un Sidney Lumet en plena forma, els cops de teatre garanteixen rínxols a la pell. Obra menor, no és per això menys acurada, i tracta sobre el funcionament del suspens, sobre allò vertader, versemblant, l'error i la fal·làcia. La interpretació és a l'alçada d'aquesta gran petita pel·lícula », Guy Bellinger, a Guia de les pel·lícules sota la direcció de Jean Tulard.

## Premis
- Saturn Award a la millor pel·lícula de terror l'any 1983.
- Saturn Award al millor actor l'any 1983 per Christopher Reeve.
- Saturn Award al millor guió l'any 1983 per Jay Presson Allen.
- Razzie Award al pitjor segon paper femení l'any 1983 per Dyan Cannon.